# Tephrosia andongensis
Tephrosia andongensis är en ärtväxtart som beskrevs av John Gilbert Baker. Tephrosia andongensis ingår i släktet Tephrosia och familjen ärtväxter. Inga underarter finns listade i Catalogue of Life.